# باوند كارولينا الجنوبية
الجنيه الإسترليني عملة ولاية كارولينا الجنوبية حتى عام 1793. في البداية، تُداول الجنيه الإسترليني، واستكملته العملات الورقية المحلية منذ عام 1703.  وعلى الرغم من أن هذه الأوراق النقدية كانت مقومة بالجنيه الإسترليني، إلا أنها كانت أقل قيمة من الجنيه الإسترليني، حيث كان 1 شلن كارولينا الجنوبية = 8 بنسات إسترلينية. عُرفت الإصدارات الأولى باسم عملة الإعلان. واستُبدلت بإصدار العملة القانونية في عام 1748، حيث كان 1 شلن قانوني = شلن إعلان.
أصدرت ولاية كارولينا الجنوبية عملة قارية مقومة بالجنيه الإسترليني والدولار الإسباني حيث يساوي الدولار الواحد (٨ دولارات = ١٣ جنيهًا إسترلينيًا). استُبدلت العملة الأوروبية بالدولار الأمريكي بسعر صرف ١٠٠٠ دولار أوروبي = دولار أمريكي واحد.